# Jebel Ouanoukrim
Jebel Ouanoukrim (también escrito Ouenkrim) es el nombre que recibe una montaña en Marruecos situada al sur de Marrakech. Tiene dos cumbres, Timzguida (4,089 m/ 13.415 pies) y Ras Ouanoukrim (4,083 m/ 13.396 pies) siendo el segundo y tercer pico más alto de la cordillera del Atlas respectivamente.